# Rubiteucris
Rubiteucris, biljni rod od dvije vrste trajnica i grmova iz porodice usnača smješten u tribus Caryopterideae, dio potporodicde Ajugoideae. Rod je rasprostranjen od Himalaja do južne Kine i Tajvanu

## Opis
Rizomatozno bilje

## Vrste
1. Rubiteucris palmata (Benth. ex Hook.f.) Kudô
2. Rubiteucris siccanea (W.W.Sm.) P.D.Cantino

## Sinonimi
- Cardioteucris C.Y.Wu; Acta Bot. Sin. 10: 247 (1962)